# Yarisleidis Cirilo Duboys
Yarisleidis Cirilo Duboys (n. 10 mai 2002, Guantánamo, Cuba) este o canoistă ce a reprezentat Cuba, medaliată olimpică. A participat la 2 ediții ale Jocurilor Olimpice (2020, 2024) în care a câștigat o medalie de bronz.